# Lewino
Lewino (dodatkowa nazwa w j. kaszub. Lewino) – wieś kaszubska w Polsce, położona w województwie pomorskim, w powiecie wejherowskim, w gminie Linia, na północnym krańcu Pojezierza Kaszubskiego. W kierunku zachodnim od Lewina znajdują się jeziora Lewinko i Miłoszewskie.
W miejscowości, jako jedna z 13 figur szlaku turystycznego „Poczuj kaszubskiego ducha" współfinansowanego ze środków unijnych znajduje  się rzeźba wykonana przez Jana Redźko na podstawie opracowania "Bogowie i duchy naszych przodków. Przyczynek do kaszubskiej mitologii" Aleksandra Labudy, przedstawiająca kaszubskiego demona zwanego Pikòn.

## Integralne części wsi
| SIMC    | Nazwa   | Rodzaj     |
| ------- | ------- | ---------- |
| 0165474 | Kopce   | część wsi  |
| 0165480 | Leobór  | przysiółek |
| 0165505 | Rosochy | przysiółek |

## Historia
Miejscowość pod zlatynizowaną nazwą villa Levino wymieniona jest w łacińskim dokumencie wydanym w Świeciu w 1283 roku sygnowanym przez księcia pomorskiego Mściwoja II.
Wieś szlachecka położona była w II połowie XVI wieku w powiecie mirachowskim województwa pomorskiego. 
Z tej miejscowości i z sąsiedniego Lewinka wywodzi się rodzina Lewińskich herbu Brochwicz III. Najstarszą znaną postacią z tej rodziny był Paweł Lewiński, od 1505 r. asesor, a następnie sędzia w Mirachowie. Z tego rodu i z Lewina pochodzą również dwaj biskupi: Feliks Łukasz Lewiński i jego brat Franciszek Lewiński.
Postacie z tej rodziny, to geolodzy prof. Jan Lewiński i prof. Wojciech Brochwicz-Lewiński oraz bohater powstania warszawskiego, dowódca obrony pałacyku Michla na Woli, gen. Janusz Brochwicz-Lewiński. Z rodu tego wywodził się również Erich von Lewinski, znany jako Erich von Manstein, uznawany za najwybitniejszego niemieckiego dowódcę II wojny światowej.
W latach 1975–1998 miejscowość administracyjnie należała do województwa gdańskiego.

## Kurhany
Po pracach archeologicznych w latach 2004-2012, powstała ścieżka dydaktyczna wokół średniowiecznych kurhanów. Cmentarzysko pochodzi z X lub XI wieku.

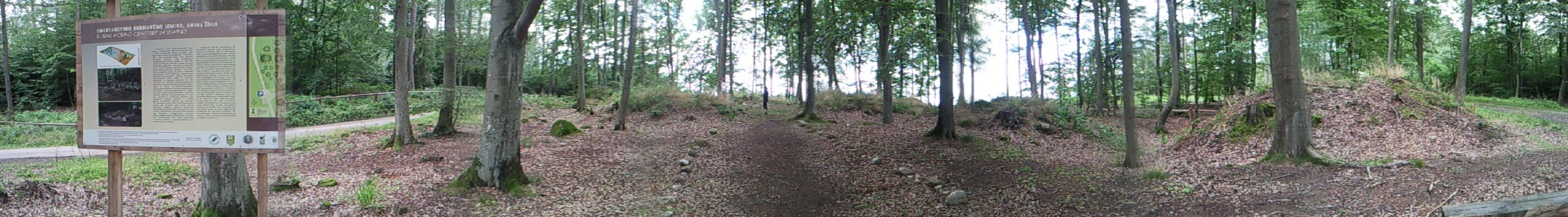
Kurhany w Lewinie